# Oldsmobile Toronado
Der Oldsmobile Toronado war ein vom amerikanischen Automobilhersteller General Motors unter der Marke Oldsmobile von Herbst 1965 bis Mitte 1992 angebotenes frontgetriebenes Coupé der Oberklasse. Das Modell zählte zu den Personal luxury cars, es wurde in vier verschiedenen Serien gefertigt. Der Modellname ist ein vom Begriff Tornado abgeleitetes Kunstwort.

## Toronado (1965–1970)
Als der Toronado im Herbst 1965 vorgestellt wurde, unterschied er sich in vielerlei Hinsicht vom damals üblichen Angebot auf dem US-Markt. Da war zum einen die Karosserieform dieses großen Luxuscoupés. Außerdem war der Wagen mit Vorderradantrieb ausgestattet. Es war der bis dahin größte Wagen, der mit Frontantrieb ausgerüstet wurde, und in Amerika seit fast 30 Jahren das erste Auto mit Frontantrieb (als letztes hatte es den Cord 810 und 812 gegeben, mit dem Cord 1937 in die Pleite gerutscht war).
Mit dem 7,0-Liter-V8-Motor erreichte er eine damals außergewöhnliche Höchstgeschwindigkeit von 217 km/h. Skeptiker bezweifelten, ob der Frontantrieb für so ein großes Auto sinnvoll war, doch bewiesen die Tests, dass der Toronado im Vergleich zu anderen amerikanischen Autos aus jener Zeit auch über eine überdurchschnittlich gute Straßenlage verfügte. Auch die Technik des großen Olds war ungewöhnlich, Drehmomentwandler und Getriebe waren mit einem einzigartigen Kettenantrieb verbunden. Allerdings waren das Platzangebot im Fond und die Übersicht nach hinten durch die abfallende Coupé-Form etwas eingeschränkt.
Das Auto war anfangs bei den amerikanischen Automobilkäufern sehr beliebt. 1966 wurden mehr als 40.000 Toronados verkauft. Zur damaligen Zeit war es technisch eines der beeindruckendsten Fahrzeuge auf dem amerikanischen Markt.
Eingeführt wurde der Toronado zum Modelljahr 1966 in den Versionen Basis und Deluxe. Kennzeichen der ersten Version war die Front mit flachem Kühlergrill, darüber sitzenden Klappscheinwerfern und Schrägheck. Angetrieben wurde er von einem Siebenliter-V8 mit 385 PS, die Kraft übertrug eine Turbo-Hydramatic-Automatik von General Motors mit drei Gängen.
Ende 1967 erfolgte ein Facelift, das die Form des Toronado mit Stufenheck und in den stark vergrößerten Kühlergrill integrierten Klappscheinwerfern dem Mainstream-Design annäherte. Der Siebenliter wurde durch einen neuen 7,5-Liter-V8 mit 375 oder 400 PS ersetzt. Das Deluxe-Modell wurde in Toronado Custom umbenannt.
In dieser Form blieb der Toronado bis Sommer 1970 in Produktion. Insgesamt entstanden 143.134 Exemplare.

Der Toronado teilte sich die Antriebstechnik mit dem im Spätsommer 1966 vorgestellten Cadillac Fleetwood Eldorado.

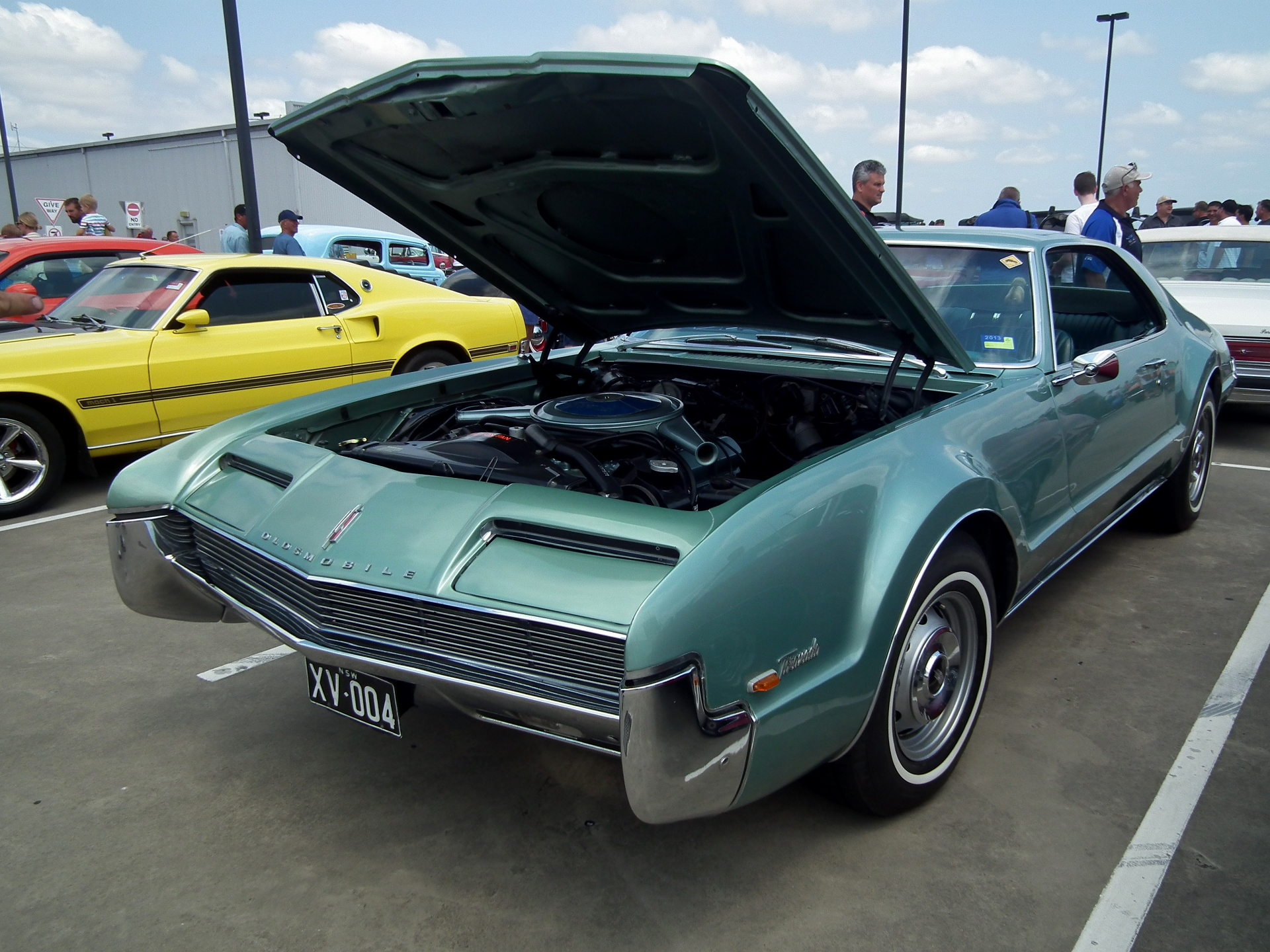
Toronado mit geöffneter Motorhaube
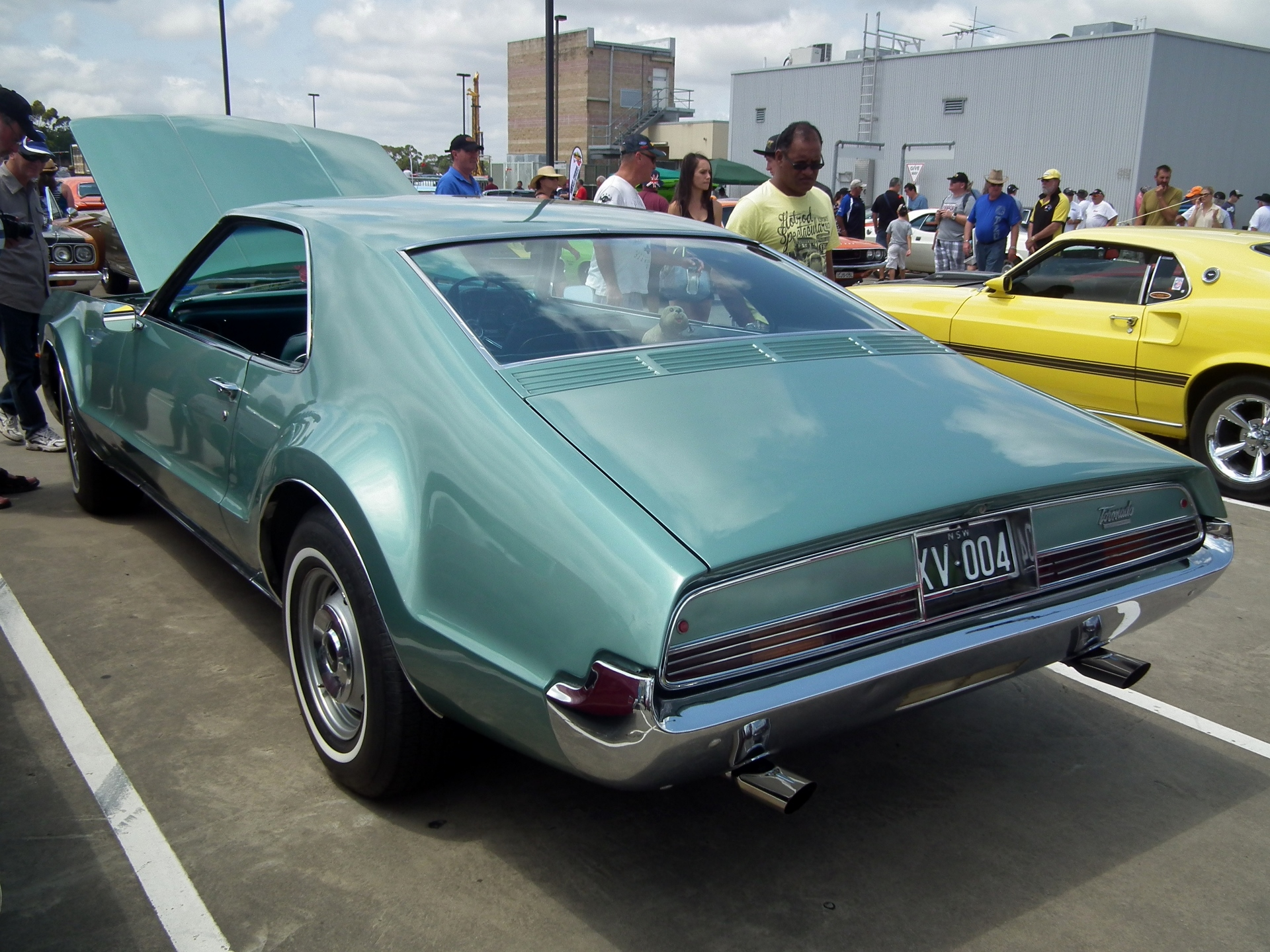
Heckansicht
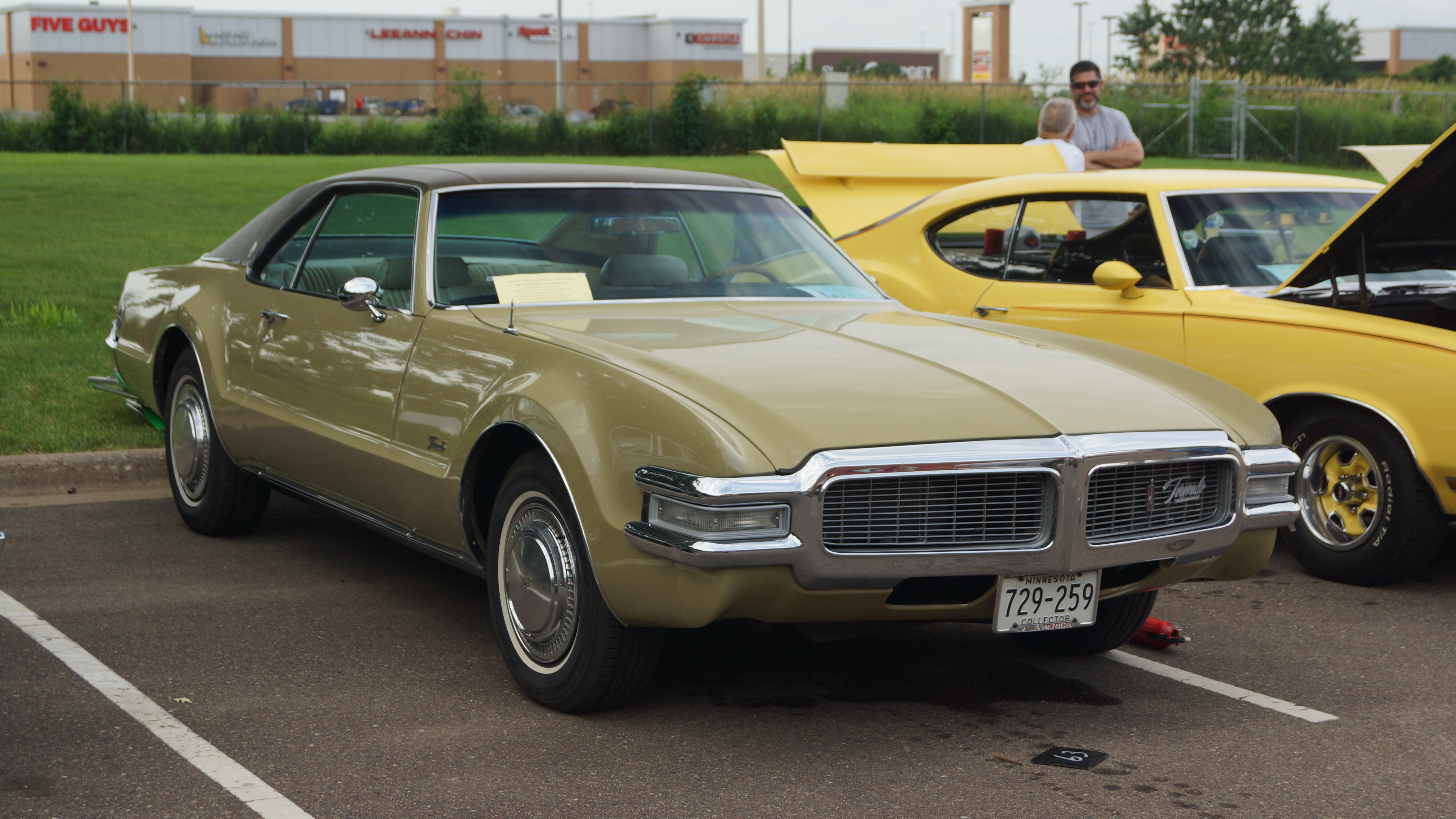
Facelift
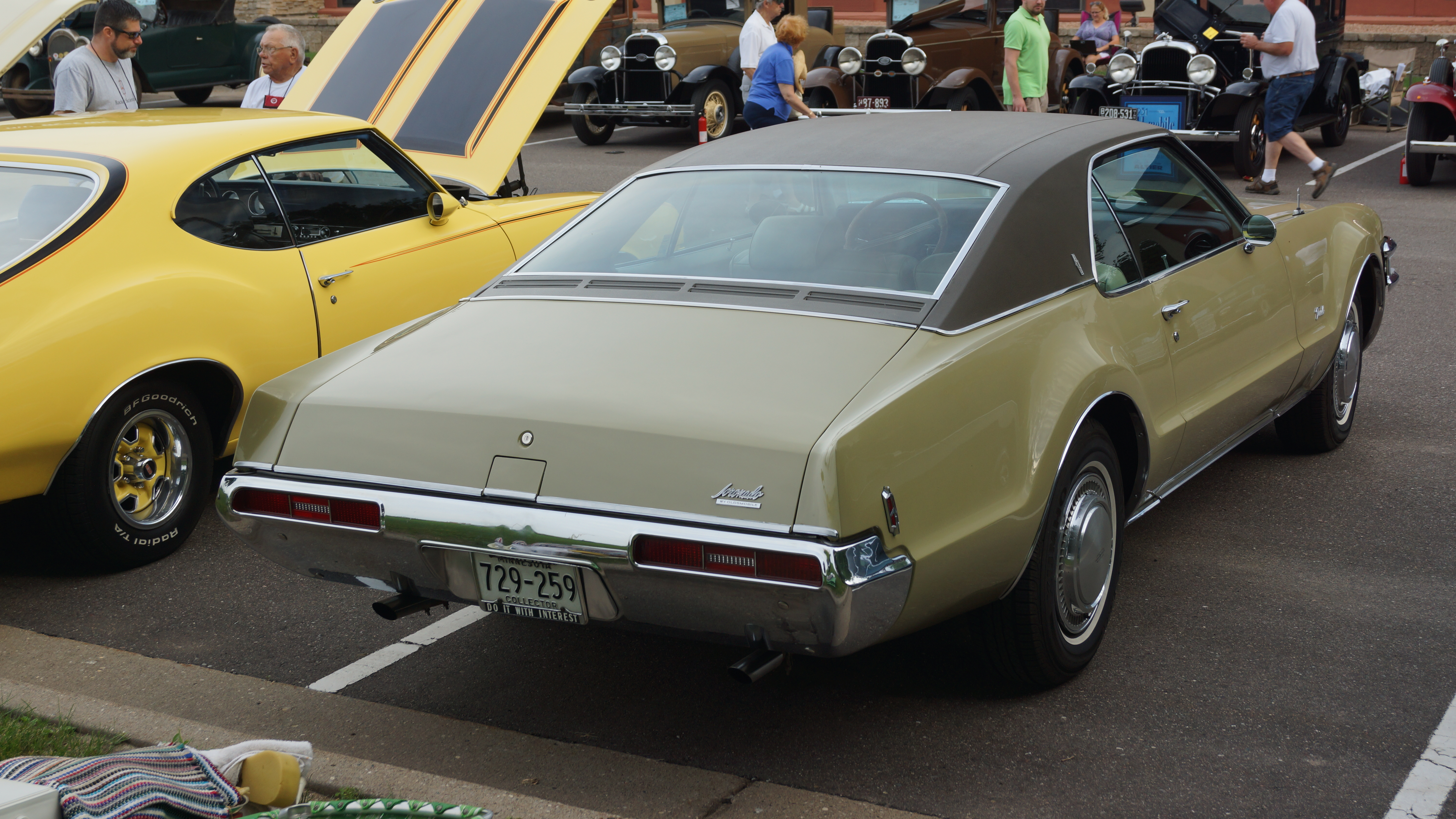
Heckansicht

## Toronado (1970–1978)
Der im Herbst 1970 präsentierte zweite Toronado trug ein konventioneller geformtes Blechkleid mit Stufenheck und freiliegenden Scheinwerfern, behielt aber den Frontantrieb bei. Angeboten wurde er zunächst als Basismodell und Luxusvariante Toronado Brougham. Den Antrieb übernahm weiterhin der 7,5-Liter-V8 mit auf 350 PS reduzierter Leistung.
1972 wurde, nach Einführung der Leistungsmessung nach der SAE-Netto-Norm, der Motor mit 253 PS angegeben. 1973 erhielt der Toronado, den gesetzlichen Bestimmungen der USA entsprechend, eine vordere Sicherheitsstoßstange. Ab Modelljahr 1974 war auch die hintere Stoßstange pralldämpfend ausgeführt; die Länge des Wagens stieg durch die geänderten Stoßstangen um 170 mm auf 5780 mm. Der Brougham erhielt ein Landau-Vinyldach hinter der B-Säule. Die Motorleistung sank auf 233 PS. 1975 hieß das Basismodell Toronado Custom, der Brougham behielt seinen Namen bei. Die runden Doppelscheinwerfer wurden durch rechteckige ersetzt.
1976 sank die Leistung des 7,5-Liter-V8 weiter, auf 218 PS. Ab Modelljahr 1977 kam ausschließlich ein 6,6-Liter-V8 mit anfänglich 203 PS zum Einsatz, wiederum gekoppelt mit einer Dreigangautomatik. Das Basismodell wurde aus dem Angebot gestrichen. 1978 wurde die Leistung des 6,6-Liters auf 193 PS reduziert. In den Modelljahren 1977 und 1978 war der Toronado auch als Sondermodell XSR (später XS genannt) erhältlich; dessen Merkmale waren eine bis zu den B-Säulen herumgezogene Panorama-Heckscheibe und zwei elektrisch einfahrbare Glaseinsätze im Dach über Fahrer und Beifahrer.
Vom Toronado der zweiten Generation fertigte Oldsmobile von Herbst 1970 bis Spätsommer 1978 insgesamt rund 267.000 Stück, wovon 5166 Exemplare auf die Varianten XS/XSR entfielen.

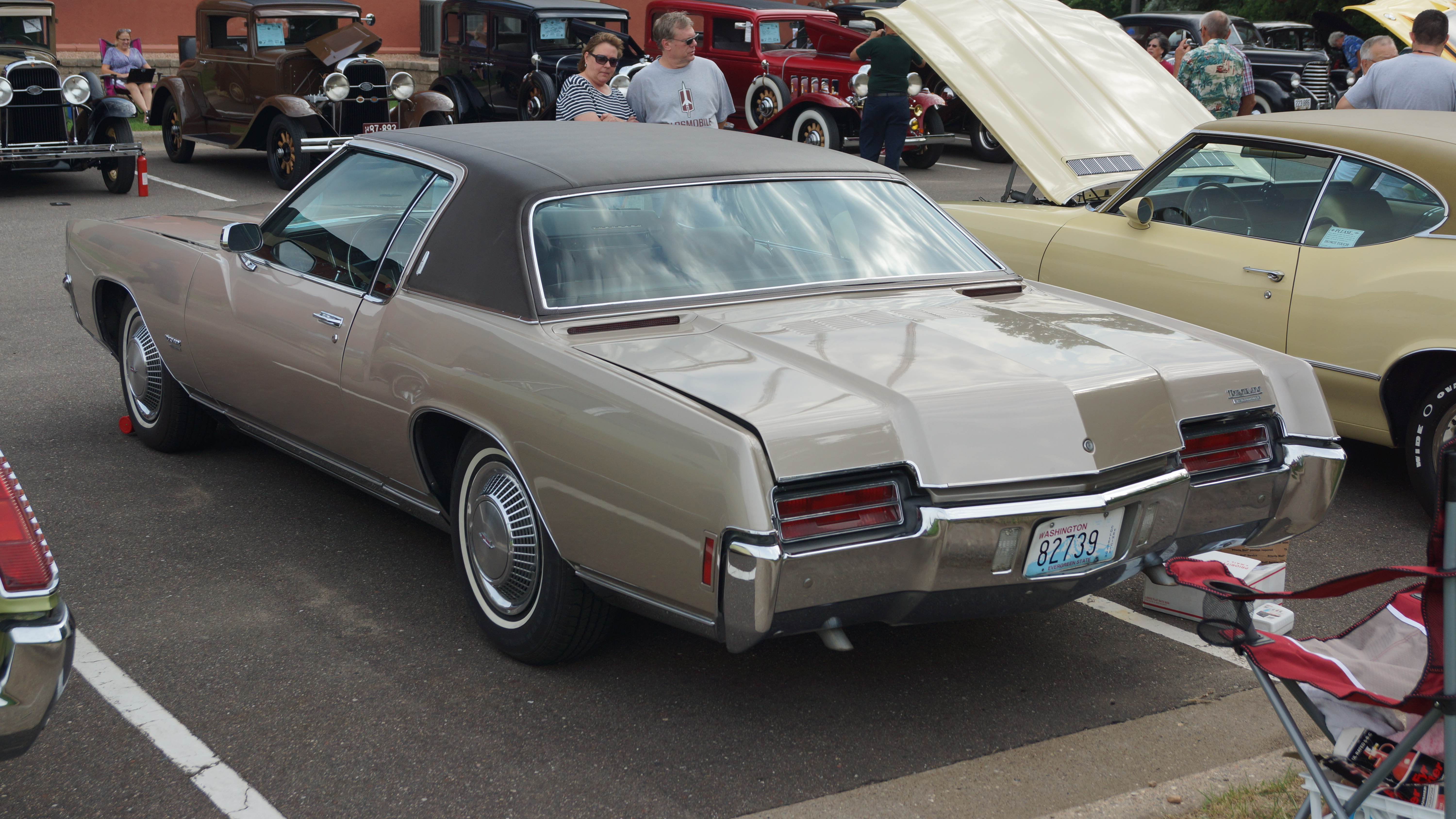
Heckansicht

## Toronado (1978–1985)
Im Herbst 1978 wurden Toronado, Cadillac Eldorado und Buick Riviera für das Modelljahr 1979 auf eine gemeinsame technische und Karosserie-Basis gestellt, die sogenannte E-Plattform von General Motors. Im Vergleich zum Vorgänger war der neue Toronado fast einen halben Meter kürzer, 20 Zentimeter schmaler und gut 400 Kilogramm leichter. Im Angebot stand der Toronado in einer einzigen, Brougham genannten Version; angetrieben wurde das Coupé von einem 5,7-Liter-V8, gegen Aufpreis gab es einen Diesel-V8 gleichen Hubraums.
Für das Modelljahr 1980 wurde der Kühlergrill geändert, dessen verchromte Querstreben jetzt bis zu den Fahrzeugecken durchliefen. Basismotor war nun ein Fünfliter-V8, der größere Achtzylinder und der Diesel blieben gegen Mehrpreis lieferbar, letzter in der Leistung auf 106 PS reduziert.
1981 ersetzte ein 4,1-Liter-V6 den Fünfliter als Grundmotorisierung, der 5,7-Liter entfiel.
Zum Modelljahr 1984 erschien als Luxusvariante der Toronado mit Caliente-Paket, das für 2195 Dollar Aufpreis ein Landau-Vinyldach mit breiter Chromzierleiste, Speichenradkappen, Ledersitze und elektronisches Armaturenbrett bot. 1985 entfiel der V6-Motor, das Caliente-Paket wurde dagegen weiterhin angeboten.

Vom Toronado der dritten Generation entstanden von Herbst 1978 bis Sommer 1985 insgesamt gut 300.000 Stück.

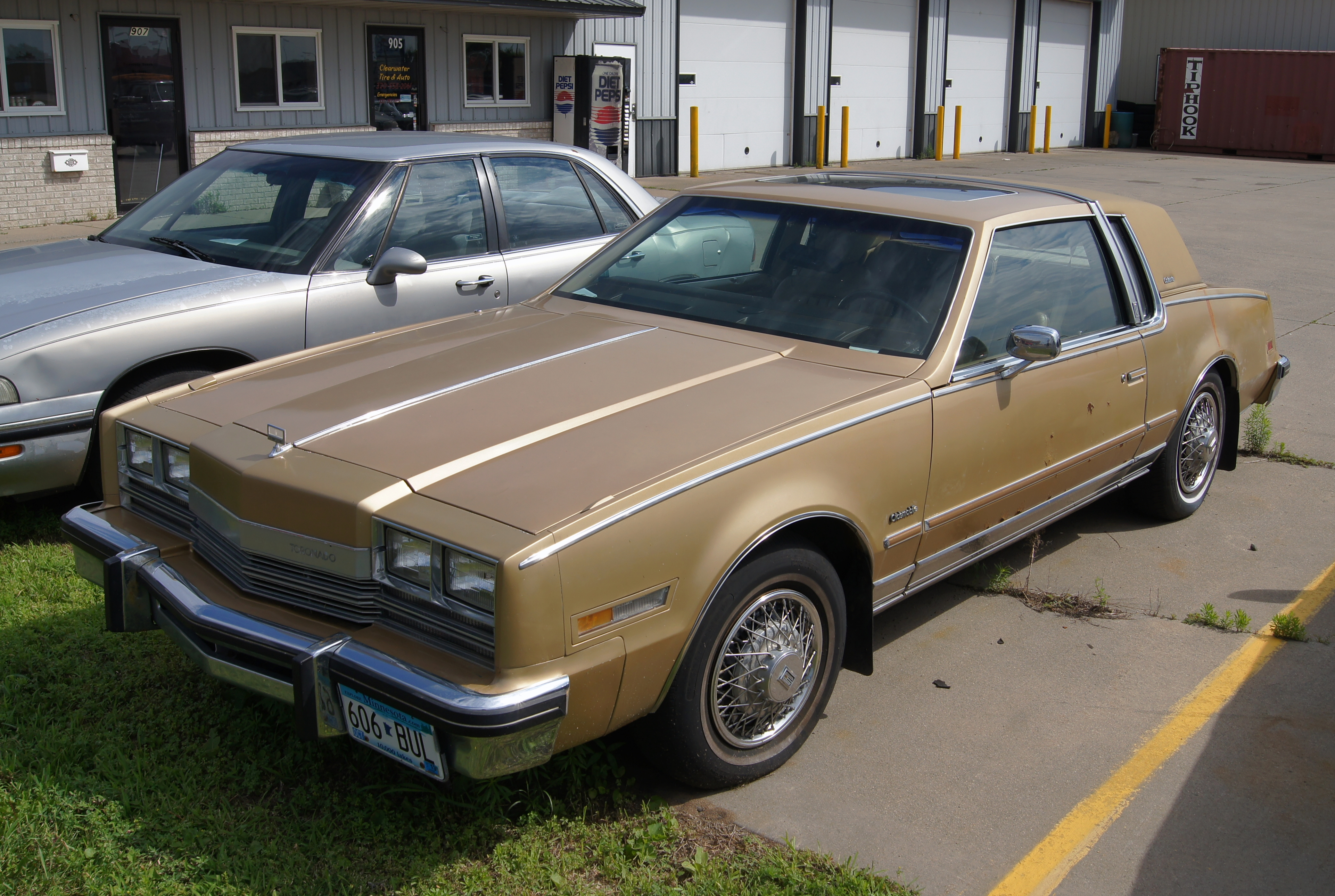
Toronado (1984)
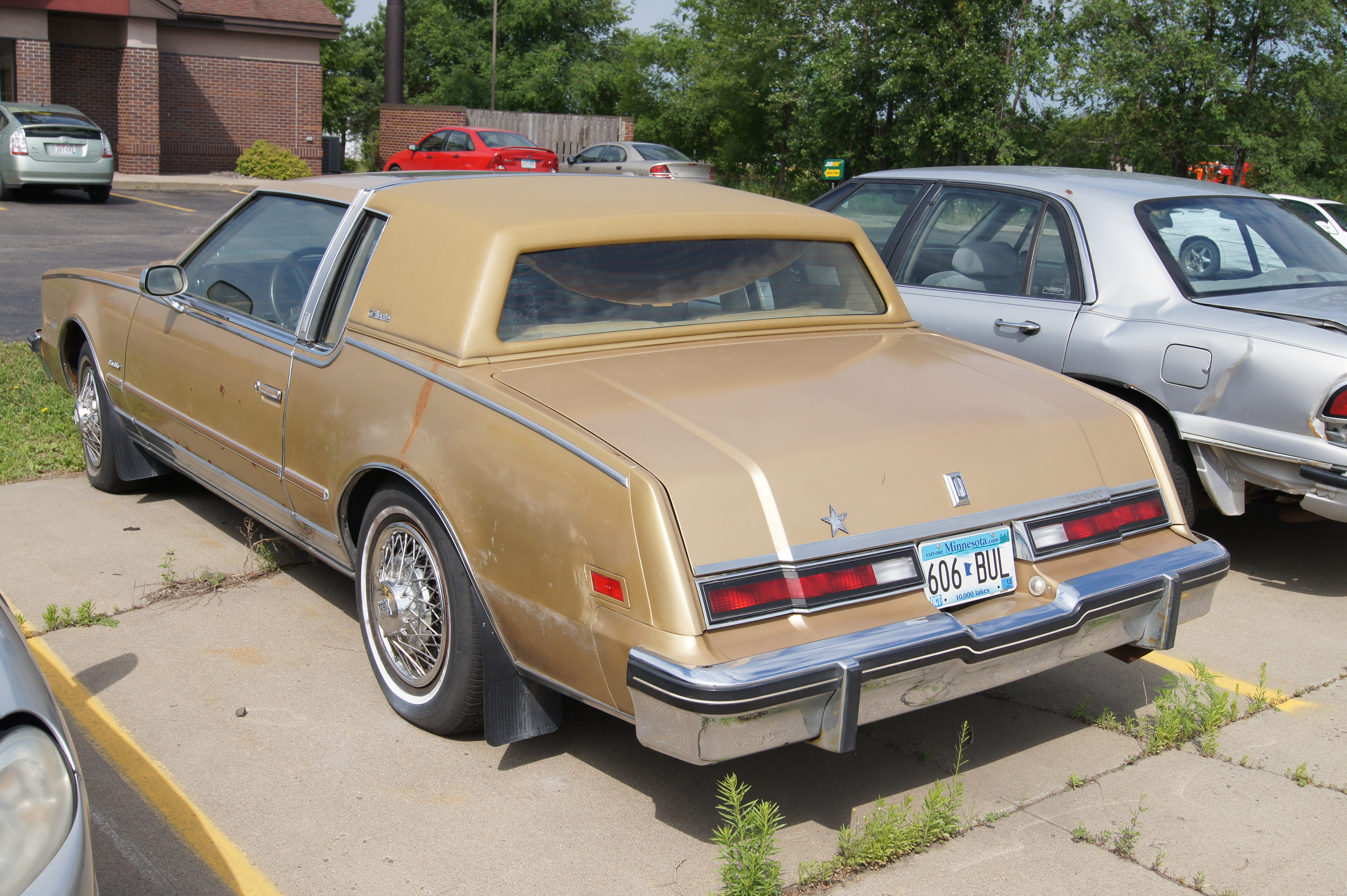
Heckansicht

## Toronado (1985–1992)
Im Spätsommer 1985 debütierte der letzte Toronado, nochmals deutlich auf eine Länge von 4,80 Meter verkleinert. Er basierte auf der neuen E/K-Plattform, derer sich auch der Buick Riviera und die Cadillacs Eldorado und Seville bedienten.
Im Programm stand ein einziges Modell, der Toronado Brougham, angetrieben von einem 3,8-Liter-V6-Motor mit Kraftstoffeinspritzung, der seine Kraft über ein Viergang-Automatikgetriebe an die Vorderräder abgab.
Im Frühjahr 1986 kam ein einmalig aufgelegtes Sondermodell zum 20. Geburtstag des Toronado hinzu, das sich durch Sonderlackierungen und umfangreichere Ausstattung gegenüber dem regulären Modell abhob. Typisch für den Toronado dieser Generation waren die wiedereingeführten Klappscheinwerfer und, in den ersten beiden Jahren, die in Kontrastfarbe gehaltenen Stoßstangen und Schwellerpartien.
Im Modelljahr 1987 gewann der V6 10 PS hinzu und leistete dann 152 PS. Im Frühjahr 1987 erschien mit dem Toronado Trofeo ein weiteres Sondermodell, das mit schwarzem Kühlergrill, Nebelscheinwerfern und Schwellerschürzen einen sportlichen Einschlag aufwies. Ab Modelljahr 1988 wurde der Trofeo sogar Teil des regulären Toronado-Programms. Zum gleichen Zeitpunkt wurde die Leistung des Sechszylinders auf 167 PS erhöht.
Zum Modelljahr 1990 erhielt der Toronado eine, mit Ausnahme der Motorhaube, neu entwickelte Karosserie, die sich auf eine Länge von nun über 5 Metern streckte. Grund für diese Maßnahme war der im Vergleich zum Vorgänger stark zurückgegangene Absatz des Toronado, der allgemein auf seine für die Oberklasse zu schmächtige Statur zurückgeführt wurde. Auch die Schwestermodelle, denen es auf dem Markt nicht besser ergangen war, wurden zu diesem Zeitpunkt wieder vergrößert.
1991 stieg die Leistung des 3,8-Liter-Motors auf 172 PS, 1992 ergänzten ABS und Beifahrerairbag die Serienausstattung.
Vom letzten Toronado wurden bis zum Produktionsstopp im Mai 1992 86.700 Exemplare hergestellt.

Im Kinofilm Das Weiße im Auge fährt der Hauptdarsteller (Charles Bronson) einen Toronado der letzten Baureihe.

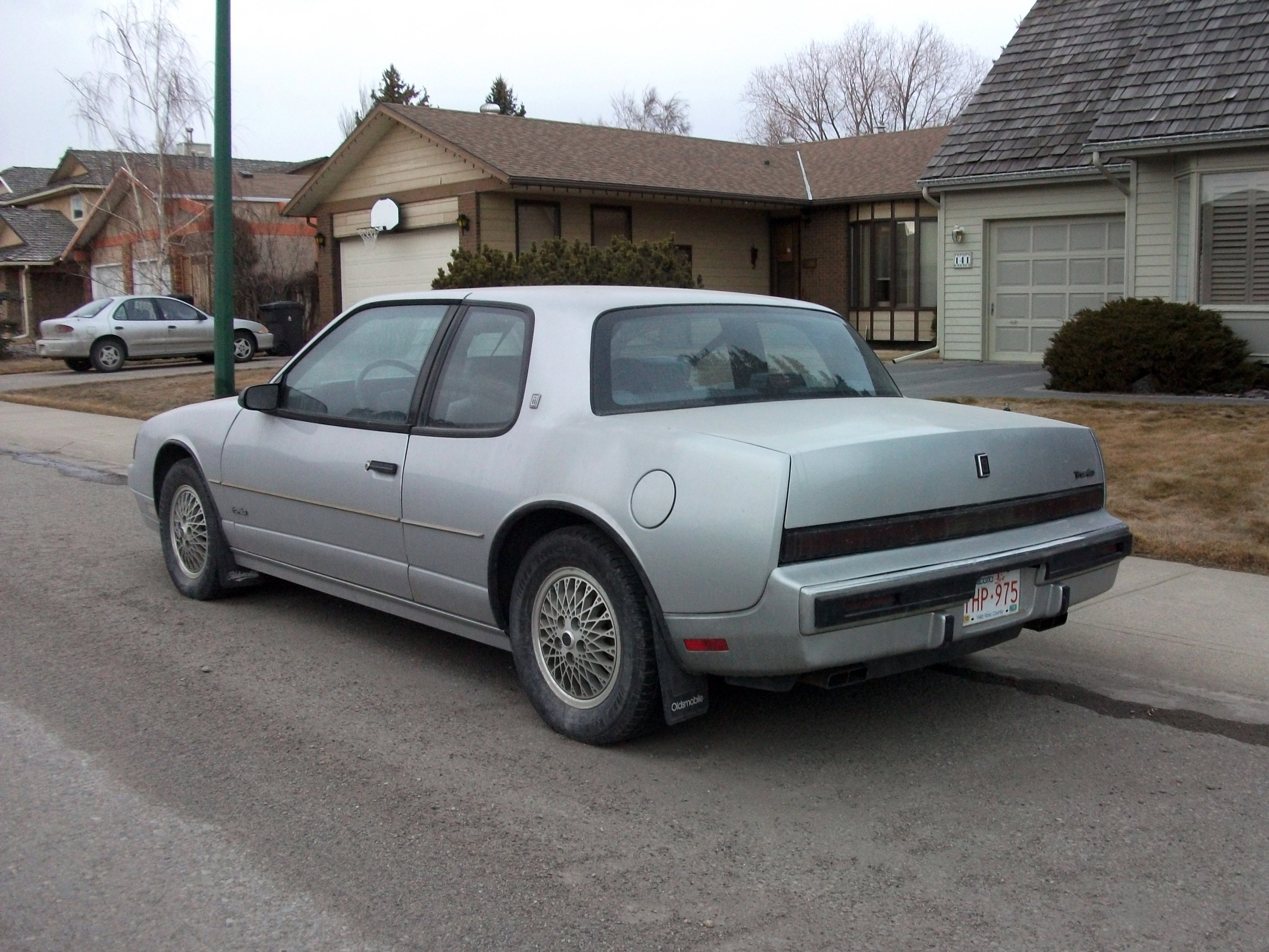
Heckansicht
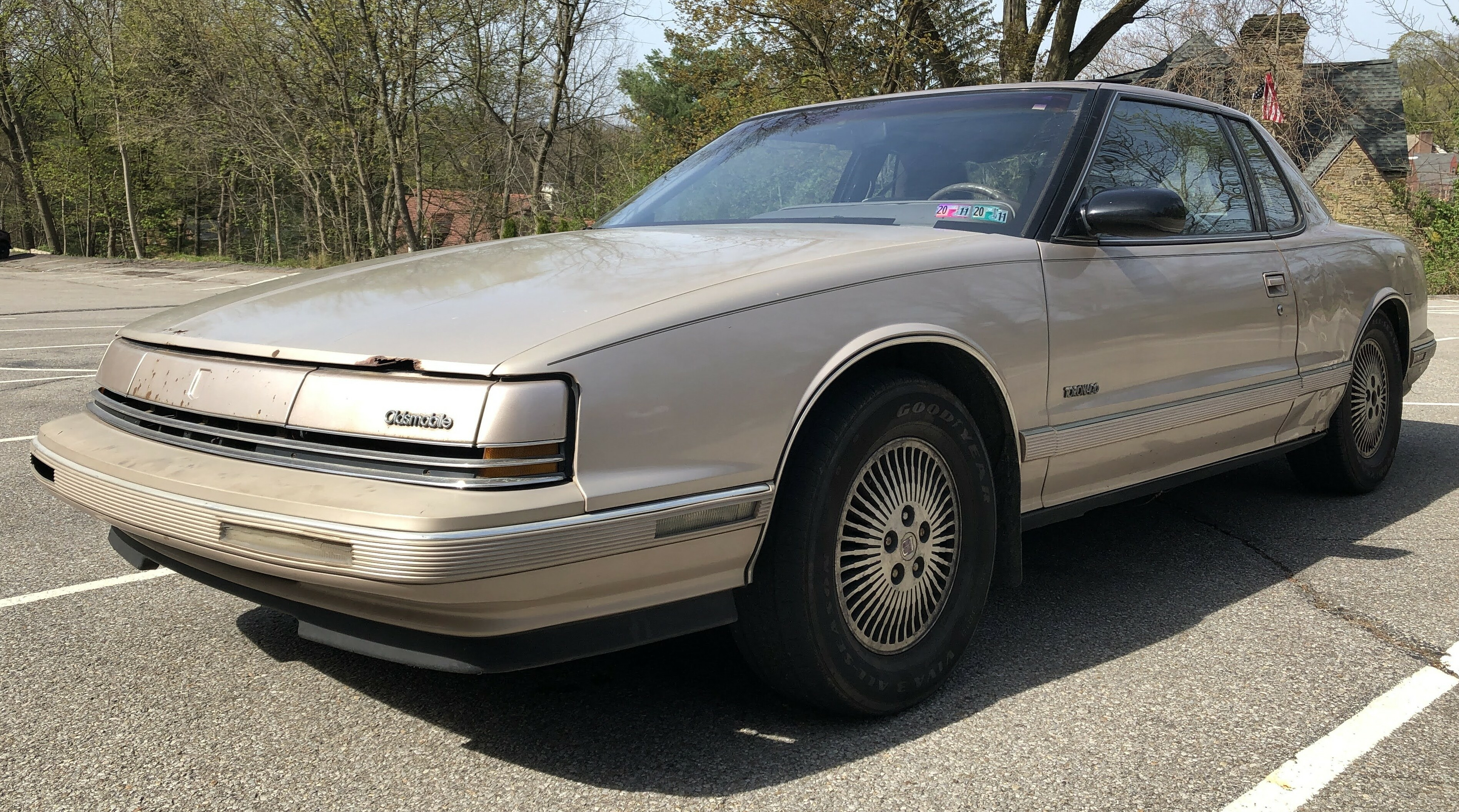
Toronado (1990–1992)
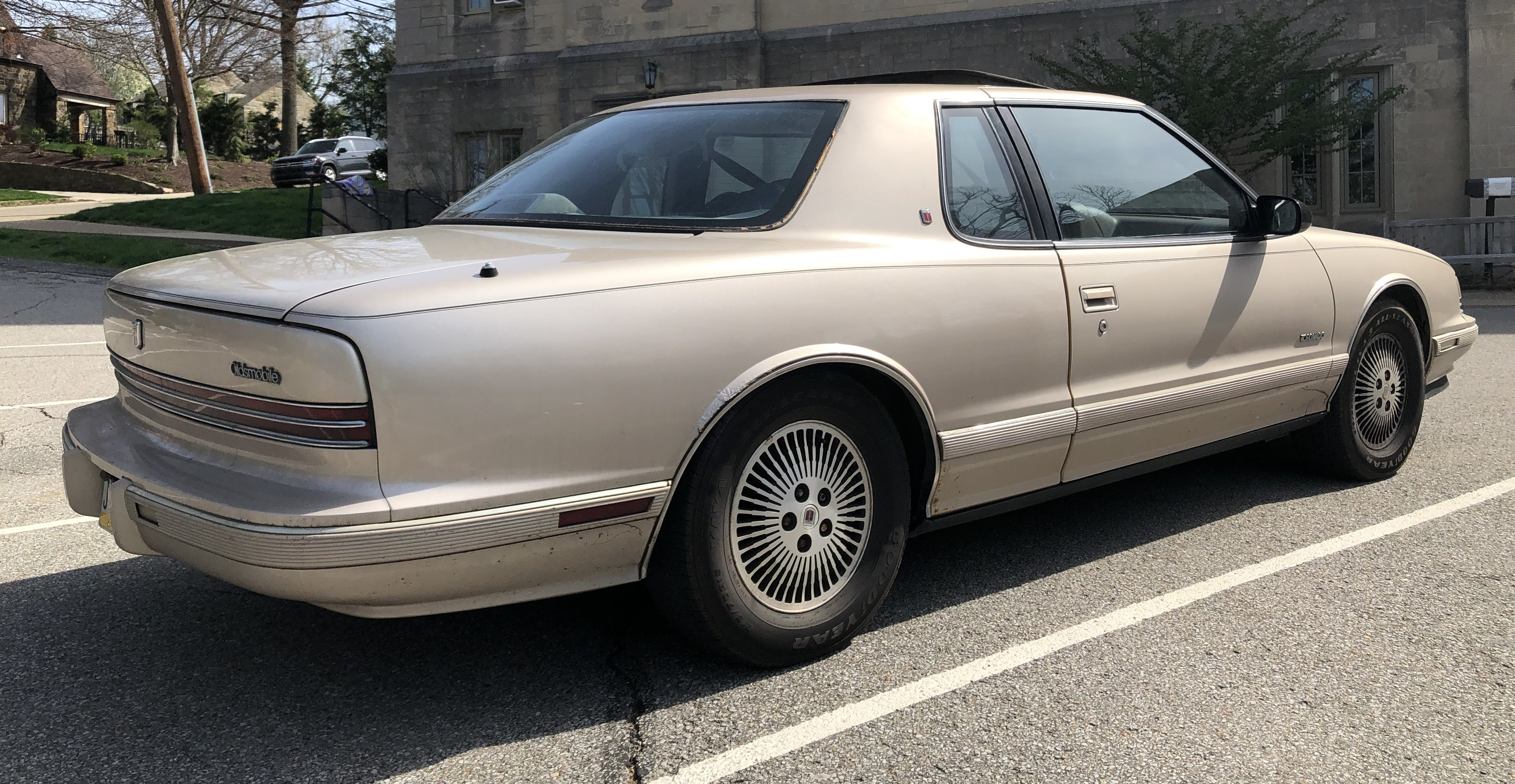
Heckansicht
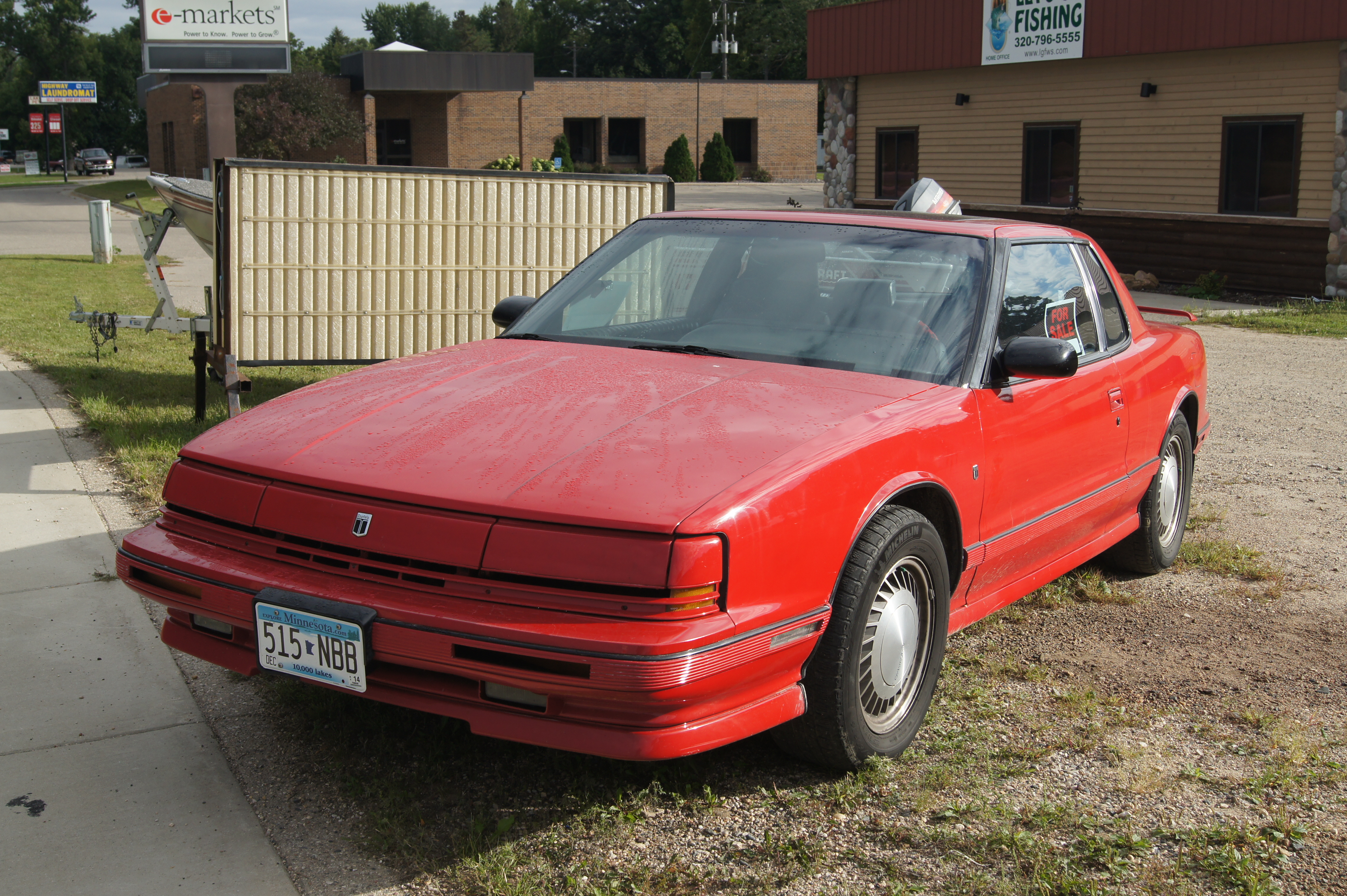
Toronado Trofeo (1992)
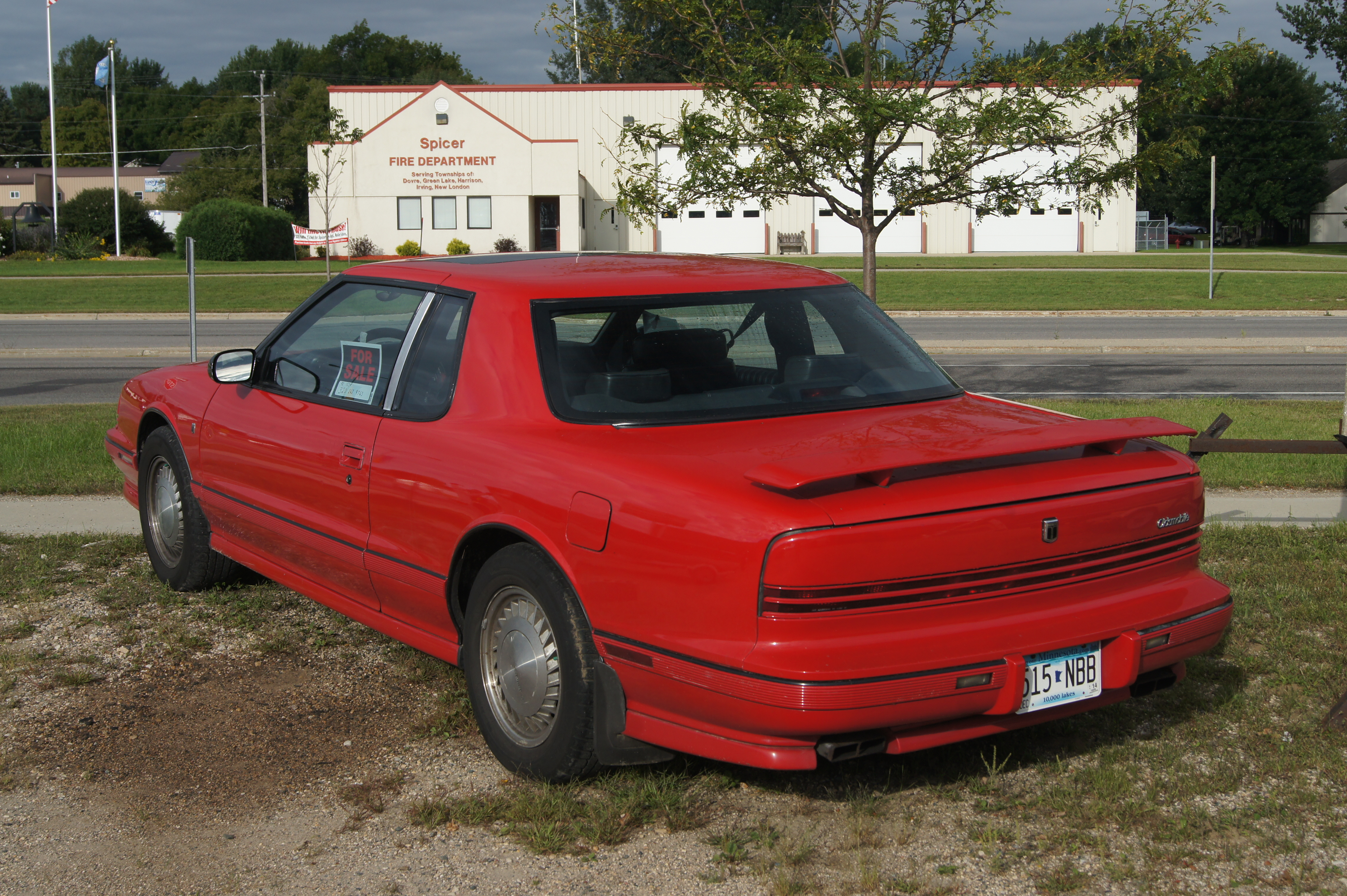
Heckansicht